# Эльконская группа месторождений
Элько́нская гру́ппа месторожде́ний — группа месторождений урановых руд, расположенная на юге Якутии, крупнейшая по запасам урана в мире.
Общие ресурсы территории оцениваются в 600 000 т урана.
Эльконский урановорудный район в целом представляет собой крупный тектонический узел древних, подновленных и молодых разрывных нарушений преимущественно СЗ ориентировки, многие из которых несут урановое оруденение. Общая площадь наиболее продуктивной части района оценивается в 600 км², а суммарная протяженность тектонических зон с признаками уранового оруденения более 1000 км. Кроме месторождения Южного частично оценены с применением подземных горных и буровых работ зоны Пологая (месторождение Снежное), Центральная, Агдинская, Весенняя, Интересная и др., существенно уступающие по масштабам оруденения месторождению Южному. Однако, в целом, изученность других зон района остаётся ещё невысокой.

## История
Признаки ураноносности в тектонических зонах Эльконского района были впервые установлены в 1959 году. Собственно месторождение Южное было выявлено Октябрьской экспедицией ППУ Мингео СССР в 1961 г. при проведении наземных радиометрических поисков масштаба 1:25000. В 1962 году результаты геологоразведочных работ на уран в Эльконском районе были рассмотрены комиссией специалистов Мингео СССР, Минсредмаша и АН СССР, оценившей выявленные объекты как… «новый крупный урановорудный район, заслуживающий особого внимания».
В 1963 году Центральный комитет КПСС и Совет Министров СССР постановлением от 14 февраля 1963 года № 185-63 обязали Мингео СССР форсировать поисково-разведочные работы в новых рудных районах Якутской АССР и обеспечить в 1963—1964 гг. на месторождениях Алданского района прирост запасов урана промышленных категорий в установленном количестве.
В течение 1963—1966 гг. на месторождениях Эльконского района был выполнен значительный объём геологоразведочных работ, включая подземные горные выработки и бурение, позволивший получить предварительную оценку общих масштабов уранового оруденения, определившуюся весьма крупным значением. Наиболее детально было изучено месторождение Южное, где на разобщенных участках Элькон, Курунг и Дружный до глубины 500 м запасы урана были разведаны по категории С1. В меньшем количестве запасы этой категории до глубины 300—500 м были разведаны на месторождениях Снежном, Интересном и Агдинском. Запасы зон Центральной, Надеждинской, Северной, Весенней и некоторых других были в основном оценены по категории С2, а значительного числа прочих зон только как прогнозные.
В 1964-65 гг. предприятием п/я 5703 были составлены предварительные технико-экономические данные о промышленном освоении месторождений Алданского района. В этом документе затраты на инфраструктуру (кроме железной дороги) полностью положены на проектируемое предприятие, а расчетные запасы приняты значительно меньшими уже имевшейся прогнозной оценки. При этом минимальное промышленное содержание на запасы района в целом было определено в 0,14 %.
Запасы месторождений Эльконского района, разведанные по состоянию на 1.05.1966 года, были представлены на рассмотрение ГКЗ СССР в 1968 г. Среднее содержание по запасам промышленных категорий превышало при этом рассчитанный в ТЭДе минимум. Представленные запасы категорий С1 и С2 были утверждены ГКЗ без права проектирования с хорошей оценкой (протокол № 5571 от 27.12.1968т). Утвержденные запасы промышленных категорий обеспечили выполнение задания, установленного постановлением ЦК КПСС и Совета Министров СССР от 14.02.1963 г. № 185-63.
Протоколом ГКЗ было рекомендовано:
1. При проведении детальных разведочных работ учесть геолого-структурные особенности отдельных месторождений, внутреннее строение рудных зон и отдельных рудных тел.
2. Предусмотреть проведение необходимого объёма работ по контролю данных бурения горными выработками и обоснованию рациональной плотности разведочной сети применительно к отдельным месторождениям и участкам.
3. Согласовать с проектным институтом программу и объём гидрогеологических и инженерно-геологических исследований, предусмотрев получение исчерпывающих данных для строительства горнорудных предприятий и решения вопросов водоснабжения.
4. Продолжить технологические исследования на представительных полупромышленных пробах, обеспечивающие возможность составления промышленной схемы переработки Алданских руд.
5. Уточнить кондиции с учётом особенностей выбранных для детальной разведки участков с технико-экономическим обоснованием допустимых коэффициентов рудоносности.

В течение 1967—1971 гг. геологоразведочные работы в районе были направлены на дооценку слабо изученных участков зоны Южной, а также других зон района с целью выявления более богатых руд. Важнейшим результатом этих работ явилось подтверждение промышленной рудоносности зоны Южной на участке Эльконское плато и существенное расширение масштабов этого объекта.
В 1970 г. предприятием п/я 5703 были выполнены предварительные проектные проработки развития отрасли, включавшие месторождения Эльконского района. С учётом этих проработок, совещание специалистов ПГГУ Минсредмаша и ПГГУ Мингео СССР протоколом от 5.09.1974 г. постановило, исходя из намеченных сроков освоения, провести детальную разведку месторождения Южного, обеспечив в 1976—1985 гг. увеличение запасов категории В+С1 примерно в три раза.
В течение 1974—1980 гг. центральная часть месторождения Южного (участки Эльконское плато и Курунг) были разведаны подземными горными работами и бурением, пройдено большое количество дополнительных скважин на участках Дружный, Непроходимый и частично Элькон. Глубина разведки запасов промышленных категорий увеличена до 700—800 м. Отдельными скважинами оруденение вскрыто на глубинах до 2000 м. Для изучения морфологии рудных тел и обоснования достоверности разведочной сети горными работами и бурением созданы три участка детализации, с высокой плотностью сети пересечений.
Отобрано и испытано 26 лабораторных и 12 полупромышленных технологических проб. Изучены условия обводнённости и водообеспечения будущего предприятия. Таким образом, были выполнены все рекомендации ГКЗ СССР, сделанные при рассмотрении подсчёта запасов в 1968 г.
В 1976 г. по месторождению зоны Южной был составлен «отчет по обоснованию проекта кондиций», на основании которого предприятием п/я 5703 разработано «Технико-экономическое обоснование кондиций для подсчета запасов месторождения зоны Южной». Рассмотрев указанные документы, ПГУ Минсредмаша и ПГТУ Мингео СССР совместным протоколом от 23-29.03.1978 г. согласились с выводами ТЭО о признании урановых месторождений зоны Южной промышленными, одобрили продолжение их детальной разведки и утвердили постоянные кондиции для подсчета запасов, предложив произвести пересчет всех ранее утвержденных и вновь разведанных запасов месторождения Южного и представить его на рассмотрение ГКЗ СССР в 1980 году.
Представляемые на рассмотрение ПСЗ запасы месторождения Южного подсчитаны в соответствии с этими кондициями и включают полный пересчет ранее утвержденных запасов. Предлагаемые к утверждению запасы категорий В+С1 увеличены по сравнению с утвержденными в 1968 году более чем в два раза.
Генеральным планом разведки месторождения Южного на 1976-85 гг. предусматривалось в дальнейшем вскрытие и разведка глубоких горизонтов участков Дружный и Курунг горными работами. Однако, рассмотрев ожидаемое на 1980 г. состояние запасов по месторождению, совместное совещание ПГУ Минсредмаша и ВГО Мингео СССР протоколом от 2.11.1979 года признало его достаточным для проектирования первой очереди будущего предприятия и сочло осуществление детальной разведки в полном объёме, предусмотренном генеральным планом, нецелесообразным.

## Характеристика месторождений
Месторождения расположены на территории Эльконского горста, состоящего из вынесенных на поверхность архейских пород кристаллического фундамента Алданского щита. Оруденение контролируется тектоническими зонами сформированными в кристаллическом фундаменте в эпоху раннего протерозоя. В результате гидротермально-метасоматических процессов образовались метасоматитовые тела с внедрением урановых минералов (браннерита) и золотосодержащего пирита.

## Инфраструктура урановорудного района
Ближайший населенный пункт — город Томмот с населением в 8 тыс. человек расположен на федеральной трассе А360 «Лена» (Невер — Якутск) и на расстоянии 30 км от месторождений урана. В Томмоте находится железнодорожная станция, речной порт на реке (Алдан), аэродром малой авиации. Электроснабжение осуществляется от Нерюнгринской и Чульманской тепловых электростанций до посёлка Н. Куранах — ЛЭП-220 и до станции Томмот — ЛЭП-110. Ближайшей к объектам работ является ЛЭП-35 Томмот-Ыллымах. Энергетическая компания «РусГидро» планирует строительство гидроэлектростанции на реке Тимптон. Ближайший пассажирский аэропорт находится в 80 км (аэропорт Алдан).

## Запасы
К настоящему времени установлено, что месторождение Южное, рассматривавшееся ранее как группа обособленных объектов (Дружный, Курунг и др.) представляет собой единое, уникальное по масштабам урановое месторождение, сопоставимое с крупнейшими урановорудными объектами мира. Оруденение месторождения, при преимущественно слепом характере, имеет значительную протяженность по вертикали (более 2-х км.) без признаков выклинивания на глубине.
Руды месторождения характеризуются рядовым качеством (среднее содержание 0,147 %, но могут быть отнесены к высококонтрастным (участки Курунг, Эльконское Плато, Элькон) и среднеконтрастным (участок Дружный) со средним коэффициентом радиометрического обогащения 1.6 при выходе отвальных хвостов 41 % и извлечении 94,5 %. В качестве попутных компонентов, извлекаемых совместно с ураном, руды месторождения содержат золото и серебро в количествах соответственно 0.8 и 10.2 г/т.

## Проблемы месторождения
Глубокое залегание рудных тел (глубины от 300 до 1000 м) в комплексе с низким содержанием и малыми размерами рудных тел (2 — 5 м) делает добычу урана рентабельной только при достаточно высокой цене за килограмм урана.